# Macizo Tamu
El Macizo Tamu es un volcán en escudo submarino localizado en el océano Pacífico, a unos 1600 km al este de Japón. Se eleva 4000 metros por encima del lecho oceánico y tiene un diámetro de 650 kilómetros. Está inactivo desde hace 140 millones de años. Fue nombrado como el volcán más grande en la Tierra hasta que un estudio realizado en 2023, reclasificó al volcán Mauna Loa en Hawái como el volcán más grande del planeta y uno de los más grandes del Sistema Solar.
William Sager, geofísico marino del Departamento de Ciencias Terrestres y Atmosféricas de la Universidad de Houston, comenzó a estudiar el volcán alrededor de 1993 en la Facultad de Ciencias de la Tierra de "Texas A & M.", por lo cual recibió el nombre del acrónimo de la Universidad. Según Sager y su equipo, el macizo de Tamu era "el mayor volcán en escudo que se haya descubierto en la Tierra" y se adentra treinta kilómetros en la corteza, por lo cual resulta ser más profundo que el volcán Monte Olimpo de Marte. Mientras que otras características ígneas en el planeta son más grandes, tales como la meseta de Ontong Java, todavía no se ha determinado si tan solo son un volcán o más bien un complejo de varios volcanes.